# Moždani živci
Moždani živci (lat. nervi cranialis) jesu živci koji polaze izravno iz mozga, za razliku od moždinskih živaca (lat. nervi spinales) koji polaze iz kralježnične moždine.
Uobičajeno postoji 12 para moždanih živaca koji se označavaju rimskim brojevima. Postoji i trinaesti par koji se označava oznakom 0. i o čijoj se funkciji još ne zna mnogo i obično se ne navodi u popisima živaca.

## Nazivi živaca
I. – njušni živci – (lat. nervi olfactorii)

II. – vidni živac – (lat. nervus opticus)

III. – okulomotorni živac – (lat. nervus oculomotorius)

IV. – trohlearni živac – (lat. nervus trochlearis)

V. – trigeminalni živac – (lat. nervus trigeminus)

VI. – živac odmicač – (lat. nervus abducens)

VII. – lični živac – (lat. nervus facialis)

VIII. – vestibulokohlearni živac – (lat. nervus vestibulocochlearis)

IX. – jezičnoždrijelni živac – (lat. nervus glossopharyngeus)

X. – lutajući živac – (lat. nervus vagus)

XI. – pridodani živac – (lat. nervus accessorius)

XII. – podjezični živac – (lat. nervus hypoglossus)